# تراوتشیتسه
تراوتشیتسه (به لاتین: Travčice) یک منطقهٔ مسکونی در جمهوری چک است که در شهرستان لیتومیه‌رژیتسه واقع شده‌است. تراوتشیتسه ۷٫۹۱ کیلومتر مربع مساحت و ۵۷۱ نفر جمعیت دارد و ۱۵۴ متر بالاتر از سطح دریا واقع شده‌است.